# Cliveden
Cliveden es una casa señorial de estilo italianizante situada en Taplow, en el condado de Buckinghamshire, en Inglaterra. Está situada a unos 200 m de la ribera del río Támesis. Ha sido propiedad de un conde, dos duques, un príncipe de Gales y de la prominente familia americana Astor. Ahora es propiedad de Patrimonio Nacional y la casa está arrendada como hotel de 5 estrellas a la cadena de hoteles von Essen. Durante la década de 1970 fue usada por la Universidad de Stanford como campus de ultramar.
"Cliveden" significa  «valle entre acantilados» y se refiere al valle que atraviesa la finca al sur y este de la casa. Los jardines y los bosques están abiertos al público, junto con algunas partes de la casa ciertos días al año. Ha habido tres casas en este lugar: la primera, construida en 1666, ardió en 1795, la segunda casa (1824) también fue devorada por las llamas, en 1849. La actual casa, que tiene protección de Grado I, fue construida en 1851 por el arquitecto Charles Barry para George Sutherland-Leveson-Gower, 2.º duque de Sutherland.

## La casa actual
La casa actual es de estilo palladiano inglés. La mansión victoriana de tres plantas se asienta en una terraza de 122 m de largo por 6 m de alto, que data de mediados del siglo XVII. El exterior de la casa está hecho con cemento romano, con algunos elementos de terracota como las balaustradas y los capiteles. El tejado de la casa fue concebido para caminar por él y desde él hay una vista panorámica, sobre las copas de los árboles, de Buckinghamshire y Berkshire, y se puede ver el Castillo de Windsor al sur. Debajo de la balaustrada hay una inscripción latina que continúa por los cuatro lados de la casa y que narra su historia, fue compuesta por el entonces primer ministro Gladstone. En la cara occidental la inscripción dice: “POSITA INGENIO OPERA CONSILIO CAROLI BARRY ARCHIT A MDCCCLI” que dice: “El trabajo realizado siguiendo el brillante plan del arquitecto Charles Barry en 1851.” La torre del reloj es de hecho un depósito de agua.

## Historia reciente

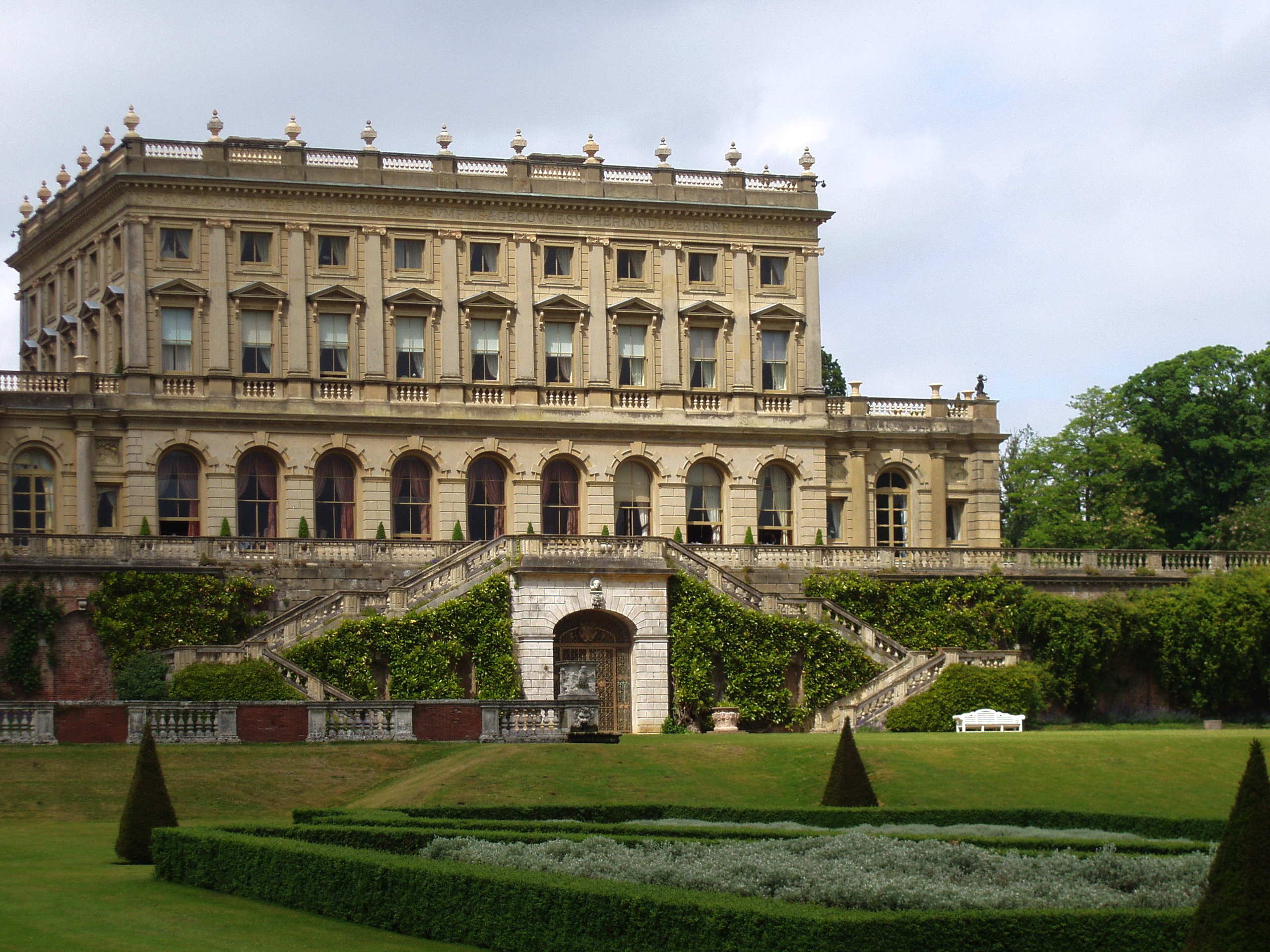
Cuerpo central de la casa.

Cliveden se levanta sobre el lugar donde antes hubo una mansión diseñada por el arquitecto William Winde en 1666 como hogar de George Villiers, 2.º duque de Buckingham. Pero antes que Buckingham adquiriera la tierra, esta perteneció a la familia Mansfield y anteriormente esta perteneció a la familia Clyveden. Todos los detalles están recogidos en un documento recopilado por William Waldorf Astor en 1894 llamado “Ascendencia histórica de Cliveden”. Este documento muestra que en 1237 la tierra era propiedad de Geoffrey Clyveden y que para 1300 esta pasó a su hijo, William, que era propietario de piscifactorías y granjas a lo largo del Támesis y en el cercano Hedsor. El documento muestra que en 1569 existió en este lugar un pabellón de caza con 50 acres de tierras y que era propiedad de sir Henry Mansfield y posteriormente de su hijo, sir Edward. En 1573 había dos pabellones de caza con 160 acres. Buckingham tiró estos edificios para hacer paso a su casa. Tras la muerte de Buckingham la finca fue vendida a lord Orkney y fue prestada a Frederik, príncipe de Gales entre 1739 y 1751 durante este periodo, en 1740 se interpretó por primera vez la canción “Rule, Britannia”, en el teatro del jardín. En 1795 la casa fue duramente dañada por un incendio y durante los siguientes 30 años permaneció en ruinas.

## Propietarios
- 1666-1696, George Villiers, 2.º duque de Buckingham (1628-1687); construyó la primera casa como pabellón de caza y para albergar a su amante, Anna, Condesa de Shrewsbury.
- 1696-1824, George Hamilton, conde de Orkney (1666-1737) y sus herederos; Orkney fue general en la Batalla de Blenheim u se convirtió en Gobernador de Virginia, EE.UU. sin haber pisado nunca suelo americano, Entre 1737 y 1751 se prestó la finca a Federico, príncipe de Gales (1707-1751), hijo de Jorge II y padre de Jorge III. Murió tras ser golpeado por una bola en Cliveden cuando estaba jugando al críquet.
- 1824-1849, George Warrender, Miembro del Parlamento, (1782-1849); construyó la segunda casa después que la primera fuera destruida por el fuego.
- 1849-1868, duque y duquesa de Sutherland, industriales y terratenientes. La casa fue destruida por segunda vez y el Duque contrató a Charles Barry para reconstruir la casa en estilo italianista en 1851.
- 1868-1893, Hugh Lupus Grosvenor, duque de Westminter, (1825-1899)
- 1893-1967, la familia Astor. La casa fue comprada por William Waldorf Astor, posteriormente primer Lord Astor, (1878-1919) por 1.25 millones de dólares. Se la dio a su hijo Waldorf y a su nuera Nancy Langhorne (la primera mujer miembro del parlamento en 1919) en 1906 como regalo de boda. Posteriormente en 1942 dieron la casa a Patrimonio Nacional pero su hijo Bill Astor continuó usando la casa hasta su muerte.
- 1942-Presente, Patrimonio Nacional.

## Arquitectos y diseñadores
- William Winde,[1] soldado e ingeniero, diseñó la terraza en 1666, sobre la que se levanta la casa actual.
- Thomas Archer,[2] arquitecto, trabajó en Cliveden durante el s. XVIII añadiendo las alas oeste y este y conectando los corredores curvos. Todavía sobrevive una escalera diseñada por él.
- Charles Bridegman, diseñador de jardines, diseñó los jardines y caminos de la finca en el siglo XVIII y creó el teatro al aire libre donde se interpretó Rule Britannia por primera vez.
- Giacomo Leoni, arquitecto, construyó el Pabellón Blenheim y el Octagon Temple.
- William Burn, arquitecto.[3]
- Sir Charles Barry, arquitecto, diseñó la casa actual[3] en estilo italianista en 1851. Es mejor conocido por haber sido el diseñador de las Casa del Parlamento en Londres.
- Henry Clutton, arquitecto, construyó el depósito de agua de 36,5 m en 1861 con apariencia de torre de reloj. Añadió los establos.
- John Fleming, jardinero; gracias a él el parterre tiene la apariencia que tiene.
- George Devey, arquitecto, construyó seis cottages en estilo vernacular así como el embarcadero.
- Sir Geoffrey Jellicoe, diseñador de jardines, creó la rosaleda a principios de la década de 1960.
- Julian Harrap, arquitecto de Patrimonio Nacional Británico, creó el pabellón que alberga la piscina cubierta del hotel y supervisó la mayor parte de los trabajos de restauración.